# Ludwig Otto Hesse
Pour les articles homonymes, voir Hesse.
Ludwig Otto Hesse (22 avril 1811 à Königsberg, Province de Prusse-Orientale – 4 août 1874 à Munich, Royaume de Bavière) est un mathématicien prussien qui a travaillé sur les invariants algébriques. Il a donné son nom à la configuration de Hesse, à la matrice hessienne et à la forme normale de Hesse (de).

## Carrière
Il est l'un des maîtres de doctorat de Max Noether, de Carl Neumann et de Gustav Kirchhoff.

## Famille
Deux filles de Hesse sont successivement mariées au sculpteur Julius Zumbusch (de), une autre au social-démocrate austro-suisse Heinrich Scheu (de), frère d'Andreas Scheu (de) et de Josef Franz Georg Scheu (de). Heinrich Scheu, quant à lui, a épousé en premières noces Anna Dulk, fille d'Albert Dulk, frère de l'épouse de Hesse décédée en 1877. 

## Travaux
- Vorlesungen über analytische Geometrie des Raumes. (Lectures on analytic geometry of space) Leipzig (3. A. 1876)
- Vorlesungen aus der analytischen Geometrie der geraden Linie, des Punktes und des Kreises. (Lectures from the analytical geometry of the straight line, the point and the circle) Leipzig (1881). Hrsg. A. Gundelfinger
- Die Determinanten elementar behandelt. (Determinants elementary treated) Leipzig (2. A. 1872)
- Die vier Species. (The four Species) Leipzig (1872)

Le recueil de ses travaux a été publié en 1897 par Académie bavaroise des sciences.
- Ludwig Otto Hesse, W. Dyck (dir.), S Gundelfinger (dir.), J. Lüroth (dir.) et M. Noether (dir.), Ludwig Otto Hesse's gesammelte Werke, New York, Chelsea Publishing Co., 1972 (1re éd. 1897), 727 p. (ISBN 978-0-8284-0261-3, MR 0392474, lire en ligne)